# Ellon (Calvados)
Ellon ist eine Gemeinde mit 632 Einwohnern (Stand: 1. Januar 2022) in der Normandie in Frankreich. Sie gehört zum Département Calvados, zum Arrondissement Bayeux und zum Kanton Bayeux. Die Einwohner werden Ellonais genannt.

## Geographie
Ellon liegt etwa sieben Kilometer südsüdöstlich vom Stadtzentrum von Bayeux. Umgeben wird Ellon von den Nachbargemeinden Monceaux-en-Bessin im Norden, Nonant im Osten, Condé-sur-Seulles im Südosten, Juaye-Mondaye im Süden und Westen, Arganchy im Westen sowie Guéron im Nordwesten.

## Bevölkerungsentwicklung
| Jahr                      | 1962 | 1968 | 1975 | 1982 | 1990 | 1999 | 2006 | 2013 |
| ------------------------- | ---- | ---- | ---- | ---- | ---- | ---- | ---- | ---- |
| Einwohner                 | 318  | 324  | 291  | 364  | 380  | 374  | 348  | 476  |
| Quelle: Cassini und INSEE |      |      |      |      |      |      |      |      |

## Sehenswürdigkeiten
- Kirche Saint-Pierre aus dem 12. Jahrhundert, seit 1913 Monument historique

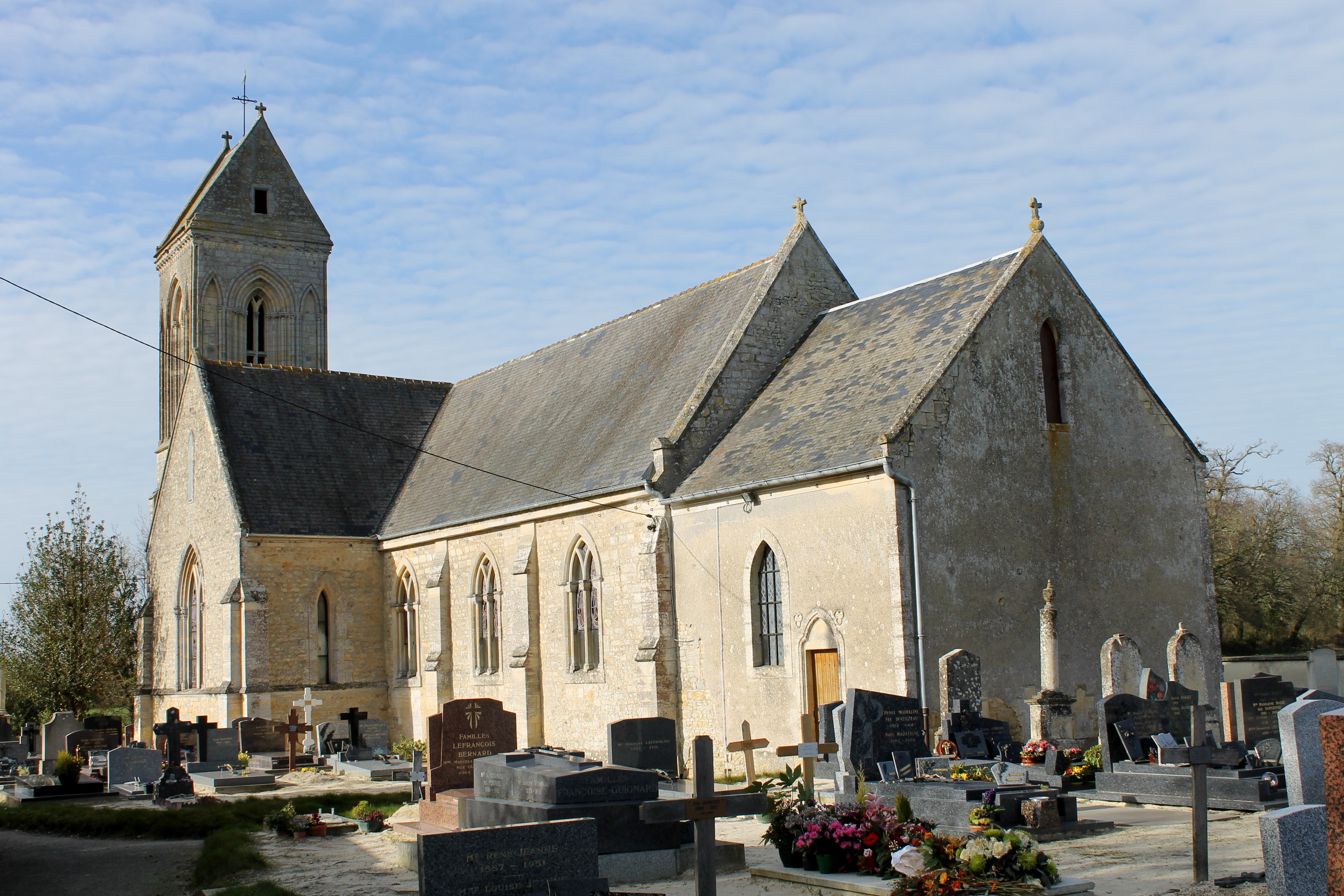
Kirche Saint-Pierre

- Schloss